# District de Jangueldy
Le district de Jangueldy (en kazakh : Жангелді ауданы est un district de l'oblys de Kostanaï, situé au nord du Kazakhstan.

## Géographie
Le centre administratif du district est le village de Torgaï.

## Démographie
Le recensement de 2009 montre une population de 15 690 habitants, en progression par rapport à celle de 1999 (20 533 habitants).